# Pierre Ier (évêque de Marseille)
Pour les articles homonymes, voir Pierre Ier.
Pierre Ier (ou Peire) est évêque de Marseille de 1151 jusqu’à sa mort survenue le 2 avril 1170.

## Biographie
Pierre Ier est nommé évêque de Marseille en 1151. Peu après, il se rend à Rome et obtient du pape Anastase IV la confirmation de ses biens par bulle du 30 décembre 1153, à savoir la ville supérieure de Marseille, le château de Roquebarbe et ses fortifications. En 1157, il fait appel à l’archevêque d’Arles Raimbaud de Reillanne et à l’évêque de Carpentras pour faire constater juridiquement la possession de Saint-Cannat par ses deux prédécesseurs. Après une nouvelle enquête en 1164, il fit enregistrer tous les engagements de Pons de Peynier et de ses fils. Entre 1152 et 1157, il obtient du Comte Raimond-Bérenger II de Provence l’autorisation de fortifier la ville haute. Il prend soin de faire confirmer ce droit par l’empereur Frédéric II.
Plusieurs conflits éclatent entre l’évêque et les chanoines notamment avec le prévôt qui voulait plus d’autonomie, ce qu’il obtient en 1162, pour l’administration de leurs domaines et des églises qui leur étaient attribués.
Il décède le 2 avril 1170.